# Lithiumcarbid
Lithiumcarbid ist eine chemische Verbindung aus der Gruppe der Carbide.

## Gewinnung und Darstellung
Lithiumcarbid kann durch Reaktion von Lithium mit Kohlenstoff gewonnen werden.
{\displaystyle \mathrm {2\ Li+2\ C\longrightarrow Li_{2}C_{2}} }
Bei höheren Drücken bildet sich anstelle von Lithiumcarbid (Li2C2) LiC2 oder LiC4.
Erhitzt man Lithiumcarbonat im elektrischen Ofen mit einem Überschuss von Kohlenstoff, so entsteht ebenfalls Lithiumcarbid.
{\displaystyle \mathrm {Li_{2}CO_{3}+4\ C\longrightarrow Li_{2}C_{2}+3\ CO} }
In Diethylether kann Lithiumcarbid durch die Reaktion von 1,2-Dichlorethan mit Phenyllithium hergestellt werden, wobei ein dicker, farbloser Niederschlag von Lithiumcarbid und Monolithiumacetylid entsteht.

## Eigenschaften

### Physikalische Eigenschaften
Lithiumcarbid ist ein kristalliner Feststoff, der ein orthorhombisches Kristallsystem mit der Raumgruppe Immm (Raumgruppen-Nr. 71) und den Gitterparametern a = 365,5 pm, b = 544,0 pm und c = 483,3 pm besitzt. Es ist isotyp zu Rubidiumperoxid (Rb2O2) und Caesiumperoxid (Cs2O2).
Die Standardbildungsenthalpie beträgt −59,5 kJ/mol.

### Chemische Eigenschaften
Lithiumcarbid reagiert mit Wasser unter Bildung von Ethin.
{\displaystyle \mathrm {Li_{2}C_{2}+2\ H_{2}O\ \longrightarrow \ 2\ LiOH+C_{2}H_{2}\uparrow } }
In geschmolzenem Kaliumhydroxid zersetzt sich Lithiumcarbid ebenfalls, wobei es von konzentrierten Säuren nur langsam angegriffen wird.